# سمير جيلاني
سمير جيلاني  (1971 الجزائر) هو لاعب كرة قدم جزائري.